# 天津猫眼微影文化传媒
天津猫眼微影文化传媒有限公司是一间主营在线电影票销售和电影发行的中国公司，2016年由光线传媒的王长田收购。该公司亦共同出品和共同发行一些电影。